# Mallorca
Mallorca (catalansk: məˈʎɔɾkə, castiliansk: maˈʎoɾka, af latin: insula maior, senere Maiorica = ”den større ø” i sammenligning med Menorca) er en ø i gruppen Balearerne, som er en del af Spanien. Øen ligger i det vestlige Middelhav, ca. 170 km fra Barcelona på fastlandet.
Mallorca er den største af de baleariske øer, der sammen med Pityuserne danner en region med selvstyre under spansk overhøjhed. På Mallorca, der er den største ø i Spanien, ligger øgruppens hovedstad, Palma. De officielle sprog er catalansk og spansk (castiliansk).

## Geografi
Mallorca ligger øst for det spanske fastland mellem 39°15′40″ og 39°57′40″ nordlig bredde og 2°19′38″ og 3°28′42″ østlig længde. Øen har sin største øst-vestlige udstrækning på 98 km og en nord-sydlig længde på 78 km. Den dækker 3.640 km², og indbefattet nærliggende småøer næsten 3.623 km². Mallorca har en kystlinje på over 550 km længde. Cabrera-øgruppen (18,3 km²) og øen Sa Dragonera (2,88 km²) hører under Mallorcas administration.

### Landskabsområder
Mallorca er opdelt i seks landskabsområder (catalansk comarques, ental af: comarca).

#### Tramuntana-bjergene
Først og fremmest bør man nævne Serra de Tramuntana, som er en op til 1,5 km bred bjergkæde med 11 toppe, der når op over 1.000 m højde, og som løber parallelt med den nordvestlige kyst. Bjergene strækker sig i 90 km længde fra øen Sa Dragonera mod sydvest til Cap Formentor mod nord. Det højeste punkt midt i bjergkæden er Puig Major, der er 1.445 m højt. På den nordvestlige side af bjergene findes et stejlt kystområde med stejle klipper, små bugter og stenede strande. I den enste større bugt opstod nødhavnen Puerto de Sóller.
Serra de Tramuntana er opkaldt efter de kolde norden- og vestenvinde (Tramuntana). Kæden danner klimatisk set en adskillelse mod de lavere dele af øen, som dermed har fordel af en mildere vinter, men som generelt set også er mere regnfattige. I bjergene sørger afkølingen af den opstigende luft for mere hyppige og kraftige nedbørsmængder end dem, man får i de andre dele af øen.
På bjergskråningerne med deres torrentes (bjergbække) er der opstået frugtbare dale, hvor der f.eks. i nærheden af Sóller dyrkes appelsin- og citrontræer. På de terrasserede skråninger (ved Estellenchs, Bañalbufar, Deyá, Valldemosa) dyrker man tomater, bønner og vin. Regionen Serra de Tramuntana er meget ujævnt beboet. Tilsammen var der i 2007 104.904 indbyggere, med de største koncentrationer ved Calviá og Pollensa ved henholdsvis den sydlige og nordlige ende af bjergkæden.

#### Raiguer
Regionen Es Raiguer ligger på den sydøstlige side af Serra de Tramuntana ligger mellem halvøen La Victoria og den bymæssige region ved hovedstaden Palma. Den danner en overgangszone mellem bjergene og sletten Es Plà midt på Mallorca. Her er der rigeligt med vand, men ikke meget fladt, dyrkbart land.
Raiguer-regionen og særligt byen Inca er kendt som centrum for sko- og lædervarehåndværket på Mallorca. Her levede i 2007 123.046 indbyggere og de har en slags centrum i Inca, selv om byen Marrachí, der er en forstad til Palma, har en del flere indbyggere. Den tredjestørste by er Alcudia, der ligger ved en bugt af samme navn på nordkysten.

#### Mallorca-sletten
I den midterste del af Mallorca ligger sletten Plà de Mallorca eller bare Es Plà, der kun afbrydes af mindre højdedrag. Det højeste punkt det 542 m høje taffelbjerg Puig de Randa, som ligger på grænsen til Migjorn.
Det er fra regionen Es Plà, at man får de fleste af øens landbrugsprodukter til det daglige forbrug, som f.eks. kartofler, ris, majs og grønsager. Desuden dyrkes der vin, og der er mange plantager med mandeltræer. På grund af sine udstrakte marker kaldes Es Plà Mallorcas kornkammer. Bjergene mod nordvest giver læ for de vinterlige nordenvinde, og det gør det muligt at høste fire gange pr. år, men det indre af Mallorca er ganske vist også den varmeste del af øen.
På Plà de Mallorca boede der i 2007 51.636 personer, og det betyder, at området har det mindste antal indbyggere blandt de seks Comarques på Mallorca. Der er heller ikke noget centralt sted i regionen. Det folkerigeste er turiststedet Can Picafort ved Alcudia-bugten i kommunen Santa Margarita. Ved denne bugt på øens nordkyst findes de kilometerlange sandstrande, som er det vigtigste mål for de fleste ferierende. Turismen får i det hele taget stigende betydning på Es Plà i forhold til landbruget, og på sletten satser man mest på agroturisme.

#### Østdelen (Llevant)
Llevant (dansk: østen) betegner de østlige og nordøstlige landskaber på mallorca. De gennemskæres af Serres de Llevant, en bjergformation, der er væsentligt lavere end Serra de Tramuntana på øens vestside. Her er der kun tre toppe på mere end 500 m højde. Den højeste på 561 m er Puig Morei (eventuelt Puig d'en Morell eller Talaia Freda) i ”Artá-massivet” (Macizo de Artá). Serres de Llevant strækker sig med noget stigende højde fra syd mod nord, hvor den breder sig og dækker hele halvøen Artá.
De østlige bjerge er mindre tillukkede end Serra de Tramuntana. Nær Manacor findes der en slags port fra øens flade indre til østkysten. Dér på den ellers klippefyldte kyst ligger en perlekæde af af små naturhavne og sandstrande på rad og række. På samme kyst finder man de tre naturskabte huler Coves del Drac, Coves dels Hams og Cuevas de Artá. Når man lægger dem sammen med den ikke offentligt tilgængelige Cova de sa Gleda – Camp des Pou nær østkysten ved Manacor har Mallorca den længste undervandshule i Europa. De bredeste strande finder man ved Cala Millor nær Badia de Son Servera, Sa Coma ved Cala Moreia og Cala Rajada med Cala Agulla, som nu alle er turistmagneter. Derimod er der roligt på nordvestsiden af bjergene ved Colònia de Sant Pere og dens strand S’Arenal de sa Canova og i de mange naturligt beskyttede bugter langs nordøstkysten.
Manacor er den vigtigste by i Llevant. Her bor 37.963 personer (i 2007), og det er flere end halvdelen af hele regionens samlede indbyggertal på 75.137. Alligevel er byen Manacor, hvor 67 % af kommunens indbyggere er bosatte, økonomisk set mere knyttet til det indre af øen. Den er et centrum for fremstilling af kunstperler (mallorkinske imitationsperler) og møbler. Derimod har kyststederne fra Cala Rajada til Cales de Mallorca overgivet sig fuldstændigt til turismen.

#### Migjorn-sletten
Migjorn er i grunden den sydlige fortsættelse af den centrale slette, Plà de Mallorca. Trods den nærmest flade karakter i regionen har Mallorcas sydligste landskab også en højde på over 500 m. klostret Santuari de Sant Salvador ligger på det 509 m høje Puig Sant Salvador i kommunen Felanich. Bjerget er det højeste punkt i det sydlige område af Serra de Llevant.
Migjorn har med byen Campos et centrum af mest landlig karakter. Her spiller landbruget endnu i dag en stor rolle. En specialitet er de mange kapersbuske, der bliver dyrket omkring byen. Den tidligere havn for Campos, Colònia de Sant Jordi, er byens modsætning: ved siden af den seks km lange strand Es Trenc indrettede man et turistcentrum med mere end 3.000 sengepladser. Men det ukontrollerede byggeri har mødt modstand, og det kan ses i ruinerne af bebyggelsen ses Covetes på den anden side af Es Trenc. En domstolsafgørelse krævede nedrivning af de halvt færdige huse, der var opført uden tilladelse ovenfor stranden.
Migjorns kystlinje når fra s'Arenal, der ligger mod vest, og som tilhører kommunen Lluchmayor, til den anden side af Portocolom i kommunen Felanich. Hver kommune i den 75.899 indbyggere store region (opgjort i 2007) har sin andel af kysten, hvor flade, klippefyldte afsnit veksler med sandede bugter. Nogle kystafsnit er besværlige at nå frem til, og det gælder især den sydligste spids, Cano de las Salinas. Her har private grundejere bl.a. også på grund af naturbeskttelse spærret for trafik med køretøjer.

#### Palma (Ciudad de Mallorca)
I den sydvestlige del af Mallorca åbner Palmabugten sig, og her ligger den gamle hovedstad for det tidligere kongerige Mallorca og det nuværende politiske og økonomiske centrum for Balearernes Selvstyrende Region. Palma er grundlagt af romerne, da det romerske rige tog øen i besiddelse i året 123 f.Kr.. I dag (opgjort i 2009) lever der 401.270 mennesker i byen, og det vil sige næsten halvdelen (46,5 %) af Mallorcas indbyggere. For blot 100 år siden var tallet kun 67.544 (opgjort 1910).
Da regionen Palma kun omfatter byens og kommunens område, er den den mindste på øen, men den har den største befolkningstæthed. Regionen grænser mod vest til Serra de Tramuntana, mod nord til Raiguer, mod nordøst til Plà de Mallorca og mod sydøst til Migjorn.
Syd for Mallorca ligger klippeøriget Cabrera, som i dag er en Hav- og Landnationalpark, og mod sydvest ligger øen Sa Dragonera, der ligeledes er erklæret for naturbeskyttelsesområde af Mallorcas øråd. Cabrera er i bred forstand en sydlig forlængelse af Migjorn, men den bliver administreret af hovedstaden Palma. Sa Dragonera er egentlig den sydvestligste udløber af Serra de Tramuntana.

### Geologi
Mallorca tilhører sammen med de andre øer i Balearerne en forlængelse af de Betiske bjerge, der geologisk set er en del af de andalusiske foldebjerge. Dette massiv, som er opstået under den Alpine bjergdannelse, består af stenmaterialer fra mesozoikum, der blev aflejret som sedimenter i Tethyshavet. På grund af denne aflejring på havbunden er stenarten kalkrig og indeholder mange fossiler. Baggrunden for opfoldningen af de betiske bjerge og derfor også af bjergene på Mallorca er kontinentaldriften, hvor den afrikanske plade i løbet af de seneste mere end 100 millioner år har skudt sig ind under den eurasiske plade (subduktion). Tektoniske bevægelser førte til, at der opstod forskellige hævnings- og sænkningszoner i yngre tertiærtid, og derfor er forbindelsen til fastlandet blevet afbrudt ved den nuværende vandstand i Middelhavet.
Kalksten er dominerende på hele Mallorca, og den er temmelig letopløselig i vand, hvad der fører til dannelse af karst og langs kysterne til kraftigt overhængende klipper og opløsningsforvitringer. Bortset fra kalksten finder man første og fremmest dolomit i Mallorcas bjergregioner, Serra de Tramuntana og Serres de Llevant. Desuden indeholder Serres de Llevant også mergel, hvad der medfører en hurtigere nedbrydning af disse bjerge, sådan at bjergkæden i dag er væsentligt lavere end Serra de Tramuntana mod nordvest. Mergel er ler med et højt indhold af kalksten. Nedbrydningsmaterialerne blev skyllet i havet eller aflejret inde på øen, dvs. på Plà de Mallorca, og det skabte lyse mergeljorde mod nordøst og jernholdige lerjorde i midten af Mallorca. På den måde fik jorden sin karakteristiske, rødlige farve.

### Bjerge, dale og vandløb
To bjergkæder indrammer øen, de knapt så iøjnefaldende Serres de Llevant mod øst og den kendte, men temmelig ubeboede Serra de Tramuntana mod nordvest, hvor man finder øens højeste bjerge, deriblandt 11 på mere end 1000 m højde. I Serres de Llevant er der derimod kun tre toppe, der er mere end 500 m høje. Uden for bjergkæderne når kun Puig de Randa op på 540 m højde på Es Plà i øens midte.
De højeste bjerge
- Puig Major (1445 m)
- Puig de Massanella (1365 m)
- Tossals Verds (1115 m)
- Puig de sa Rateta (1113 m)
- Puig Tomir (1103 m)
- Puig de l’Ofre (1093 m)
- Serra d’Alfàbia (1068 m)
- Puig des Teix (1064 m)
- Puig de n’Alí (1035 m)
- Puig de Galatzó (1027 m)
- Puig Roig (1002 m)

I Serra de Tramuntana ligger den kandte slugt, Torrent de Pareis, og de to drikkevandsopstemninger, Embassament de Cúber og Embassament des Gorg Blau. Opstemningerne sikrer først og fremmest forsyningen med drikkevand til hovedstaden Palma.
Mallorca har ingen floder eller naturlige søer. De ofte kraftige regnskyl løber væk langs de mange torrents, som leder vandet i havet. I tørkeperioder står der brakvandsdamme tilbage i torrentsdalene, og dér findes mange insektarter. De fleste af Mallorcas sumpe blev tørlagt for længe siden, men der er to undtagelser, som begge står under naturbeskyttelse: Parc natural de s’Albufera de Mallorca og S’Albufereta i kommunerne Muro og Alcudia.

### Klima
Mallorca har et mildt subtropisk klima med gennemsnitligt 7,9 soltimer pr. dag og gennemsnitligt 1400 mm regn i nord, men 400 mm mod syd.
Temperaturen på Mallorca i de forskellige måneder
|      | Jan | Feb | Mar | Apr | Maj | Jun | Jul | Aug | Sep | Okt | Nov | Dec |
| ---- | --- | --- | --- | --- | --- | --- | --- | --- | --- | --- | --- | --- |
| Maks | 14  | 15  | 19  | 21  | 25  | 27  | 30  | 31  | 28  | 25  | 18  | 15  |
| Min  | 4   | 5   | 10  | 12  | 18  | 20  | 21  | 22  | 19  | 16  | 9   | 6   |
| Hav  | 14  | 14  | 16  | 18  | 22  | 24  | 27  | 28  | 26  | 22  | 17  | 14  |

De korte vintre skyldes øens placering, som gør dem milde og fugtige. I sjældne tilfælde kan der forekomme snefald, dog mest i bjergene. I sommermånederne regner det næsten ikke. I det indre af øen kan temperaturen derfor stige til over 40º.
Fra slutningen af august forekommer korte skybrud ledsaget af storm og torden, og det er oktober, der er årets mest nedbørsrige måned. Det kan føre til stedvise oversvømmelser, når torrents ikke kan optage vandmængderne og lede dem hurtigt nok i havet.
Fra slutningen af december og ind i januar forekommer der hyppigt vindstille, milde vejrforhold, de såkaldte calmes. Den lille sommer fremkalder mandelblomstring allerede i januar, sådan at øen får et helt andet udseende i modsætninge til sommerens udtørrede landskab.

### Flora og Fauna
Mallorca har en rig flora med flere end 1.500 arter. Die Fauna er mindre artsrig og omfatter kun få pattedyr, men rigtigt mange fuglearter. De enste vildtlevende, større pattedyr er forvildede geder i Serra de Tramuntana og Serres de Llevant. Desuden findes der krybdyr og padder, deriblandt den endemiske Mallorca-fødselshjælperfrø, der først blev genopdaget i 1979.

#### Naturbeskyttede områder
Land- og havnationalpark
- Den nationale, maritim-terrestriske naturpark l’Arxipèlag de Cabrera

Naturreservater
- Naturparken s’Albufera de Mallorca
- Naturparken Mondragó
- Naturparken sa Dragonera
- Naturparken La península de Llevant
- Naturreservatet Albufereta

Naturmonumenter
- Naturmonumentet Ses Fonts Ufanes (Areal: 50,2 ha)
- Naturmonumentet Els torrents de Pareis, del Gorg Blau i de Lluc (Areal: 445,81 ha)

#### Beskyttede områder efter loven om naturområder
Das Naturraumgesetz (ANEI / ARIP) bestimmt Maßnahmen zum Schutz des Bodens vor Verbauung.
- Naturområdet Barrancs de Son Gual i Xorrigo
- Naturområdet Serra de Tramuntana
- Naturområdet Bonany
- Naturområdet Cala Mesquida – Cala Agulla
- Naturområdet Cales de Manacor
- Naturområdet Sa Canova
- Naturområdet Cabo de Las Salinas
- Naturområdet Cap Andritxol
- Naturområdet Cap des Llamp
- Naturområdet Cap de Cala Figuera – Refeubeig
- Naturområdet Cap Enderrocat
- Naturområdet Es Carnatge des Coll d’en Rabassa
- Naturområdet Puig de sa Consolació
- Naturområdet Cap Vermell
- Naturområdet Sa Dragonera
- Naturområdet S’Albufereta
- Naturområdet Es Fangar
- Naturområdet Dunes de Son Real
- Naturområdet Garriga de Son Caulelles
- Naturområdet S’Heretat
- Naturområdet Massís de Randa
- Naturområdet Marina de Lluchmayor
- Naturområdet Montañas de Artá
- Naturområdet Platja de Mitjorn de Tramuntana
- Naturområdet Puig de Sant Martí
- Naturområdet Puíg de María
- Naturområdet Puig de Sant Miquel
- Naturområdet Puig de Ses Donardes
- Naturområdet Puig de Son Seguí
- Naturområdet Punta de n’Amer
- Naturområdet Puig Segué
- Naturområdet Sa Punta Manresa
- Naturområdet Sa Punta de Capdepera
- Naturområdet Punta Prima
- Naturområdet Es Saluet
- Naturområdet Sant Salvador-Santuery
- Naturområdet Santa Magdalena
- Naturområdet Serra de Son Fe
- Naturområdet Torrent de Canyamel
- Naturområdet Son Nofre
- Naturområdet Torrent de Na Borges
- Naturområdet Es Trenc – Salobrar de Campos
- Naturområdet La Victòria

## Befolkning

### Indbyggere
Mallorca har 949.047 (2024) indbyggere. Deraf lever de 431.521(2024) i hovedstaden Palma. De næstfølgende kommuner er efter indbyggertal: Calviá (53.491(2024)), Manacor (47.777(2024)), Lluchmayor (39.912(2024)), Marrachí (40.079(2024)), Inca (35.654(2024)), Alcudia (21.683(2024)), Felanich (18.850(2024)), Pollensa (17.594(2024)) und Sóller (13.744(2024)). Udlændinges andel af befolkningen var i 2006 129.403 personer eller 16,4 % , heraf 55.073 (7,0 % af totalbefolkningen) EU-borgere. Ud over de 21.953 tyskere (2,78 %) var 12.281 briter (1,55 %), 6969 italienere (0,88 %) og 6228 franskmænd (0,79 %) bosiddende på øen. De største indvandrergrupper fra ikke-europæiske lande stammer fra Marokko, Argentina og Ecuador. Den indfødte befolkning kaldes mallorkiner.

### Sprog
Der er to officielle administrationssprog: catalansk og spansk (dvs. castiliansk). Det sprog, der tales på øen, og som kaldes mallorquí eller ø-catalansk, bliver fejlagtigt anset for at være en dialekt, men allerede i det 13. århundrede blev dette sprog til et anerkendt skriftsprog på grundlag af den mallorkinske lærdes, Ramón Llulls (Raimundus Lullus) værker. Det skete længe før fastlæggelsen af det castilianske spansk. På den tid udviklede Mallorca sig til et selvstændigt kongerige, som hjalp det mallorkinske catalansk til at få en vis betydning. Kontinentalt catalansk, som udviklede sig senere, blev fra og med 1983 ganske vist gjort til øernes ligestillede administrationssprog, men det anses af mallorkinerne for at være et smerteligt indgreb i deres kulturelle suverænitet, at man foretrak det kontinentale (skrift-)catalansk. Alligevel er catalansk blevet til førstesproget også foran castiliansk spansk. I øens turistcentrer taler man i vidt omfang det sprog, som kendes af stedets største turistgruppe (ofte tysk eller engelsk). Visse kommuner har i mellemtiden fået en høj andel af fremmedsprogede indbyggere.

## Våbenskjold
Beskrivelse: På gylden baggrund ses fire røde pæle, som krydses af en blå skråbjælke. Våbenskjoldet omgives af en gylden rokokoramme.

## Historie

### Forhistorie
Indtil for ikke så længe siden var havet den vigtigste kommunikationsvej. Derfor stammede yngre stenalders første beboere på Mallorca fra Middelhavsområdet mare internum. Man formoder, at de første mennesker ankom til Balearerne tidligere end 4000 år f.Kr. fra den Iberiske halvø eller nutidens Sydfrankrig. De slog sig ned i de talrige, naturlige huler langs kysten. Andre kilder går ud fra en tidligere kolnisering fra ca. 6500 f.Kr. Ganske vist kan man kun påvise levn såsom flintespidser, flækkede knogler og dele af menensker, der er fundet fra tidsrummet mellem 4000 og 2000 f.Kr. i aflejringer i hulerne Muleta (Sóller) og Son Matge (Valldemosa). Man kalder også dette tidsrum på Mallorca for Førkeramisk tid eller Arkaikum.
Fundene bliver rigere i perioden Før-Talaiotkultur efter 2000 f.Kr. Ved siden af små, bearbejdede genstande af sten og ben vidner en enkel og dekoreret keramik og forskellige redskaber af kobber og bronze om en højere udvikling af kulturen. Menneskene skabte kunstige huler som dem i sa Marineta og Hospitalet Vell, hvor de mest blev brugt som begravelsespladser (Cova de Homonet på Son Ribot, Mitjà de les Beies). Først mellem 1500 og 1300 f.Kr. begyndte man at bygge tykvæggede stenhuse med en hesteskoformet grundplan, de såkaldte Navetes. Denne byggestil, som ligner omvendte både, er det første eksempel på gravhøje (en byggeteknik med meget store stenblokke), en byggemåde, der er vidt udbredt i hele Middelhavsområdet i den yngre stenalder. Da kampestensbyggeriet først opstod i det østlige middelhavsområde, antager nogle forskere, at teknikken blev indført til Mallorca af immigranter fra Korsika, Sardinien eller Malta.

### Talaiotikum
Talaioterne er de mest karakteristiske megalitbyggerier på Mallorca. Ordet Talaiot (eller spansk: Talayot) er afledt af det catalanske ord Talaia, der bruges om udkigs- og vagttårne, og som har givet hele denne kultur i tidsrummet fra 1300 f.Kr. indtil romaniseringen efter 123 f.Kr. navnet Talaiotikum. Det er den baleariske variant af bronze- og jernalderen. Talaioter er tårne med rund eller kvadratisk grundplan og et inderrum, ofte med en midtersøjle eller forskellige etager. Deres formål er indtil videre ikke klarlagt, men man formoder, at de er blevet brugt som forsvars- eller udkigstårne, begravelsessteder eller boliger for stammeoverhovedet. Talaiotikum inddeles i fire afsnit:
- Fra 1000 f.Kr. (Talaiotikum II) fik de tidligere enkeltstående tårne mure, der omkransede en forgård, og udbredelsen af bronzevåben blev mere almindelig.
- Fra begyndelsen af jernalderen efter 800 f.Kr. (Talaiotikum III) opstod der nye byggemåder i tårnenes indre med søjlebårne lokaler (Hypostyloi). Der opstod en tyrekult, og ligbrænding blev indført.[7]
- Ca. 654 f.Kr. grundlagde kartagenienserne deres handelskoloni, Ebusim (græsk: Ebusos, latin: Ebusus) på Ibiza. Efter nogle forudgående, lejlighedsvise komtakter med fønikiske og græske handelsfolk kom de baleariske øer ind under Karthagos magtområde. På baggrund af denne åbning udad tiltog andre middelhavskulturers indflydelse på Mallorca efter 500 f.Kr. (Talaiotikum IV). Det kans f.eks. ses i efterligningen af fønikisk og romerske keramik.

- På grund af forbindelsen til Karthago (Karchedon) blev Balearerne inddraget i de tre puniske krige, som Rom og Karthago udkæmpede mellem 264 og 146 f.Kr. I Karthagos hær kæmpede baleariske lejtropper, Els Foners Balears (slyngekastere). Disse krigere må være blevet så kendt på grund af deres kampteknik, at navnet Balearer endnu i dag bliver brugt om øgruppen (i oldtiden Balearides, afledt af det græske ord ballein (= ”kaste”) om slyngekastere. Det tidligere brugte navn, Gymnesiske øer (Gymnesiae) er nu næsten helt glemt.

### Oldtiden
Da Karthago var blevet ødelagt efter nederlaget til Rom i den 3. puniske krig (149 bis 146 f.Kr.), opstod der et magttomrum på Mallorca, som øens beboere udnyttede til piratoverfald sågar på romerske skibe. Dette bragte det styrkede romerske rige til ende ved besættelsen af øen i året 123 f.Kr. under kommando af konsulen Quintus Caecilius Metellus, som derefter bar tilnavnet Balearicus. Byerne Palmaria Palmensis (Palma) og Pollentia nær det nuværende Alcudia blev grundlagt med romerske kolonister i henholdsvis 122 f.Kr. og 70 f.Kr. Alt i alt skal øen have modtaget ca. 3.000 nybyggere, som mest kom fra den romerske provins Hispania, der var grundlagt i 206 f.Kr.
Ved blanding af romerne med den iberiske urbefolkning og indførelse af latin som administrationssprog blev Mallorca romaniseret i løbet af de næste hundrede år. De mest betydningsfulde indflydelser fra Roms herskertid er ved siden af kristningen, som også kom til øen fra det spanske fastland, og som foregik mellem det 2. og det 4. århundrede, befolkningens overtagelsen af latin, som endnu i dag har sin eftervirkning i form af det catalanske sprog. Selv øens navn er afledt af den romerske betegnelse Insula Maior eller Maiorica om den ”store” af de baleariske øer i modsætning til Insula Minor om den ”lille”, Menorca. Det førhen kendte navn, Columba, bliver ikke længere brugt om Mallorca .
I løbet af de 588 år under romersk herredømme oplevede Mallorca en første blomstringstid, og årsagen synes at have været øens centrale placering i det vestlige Middelhav. Efter romernes erobring af de nordafrikanske provenser lå øen indtil folkevandringstiden langt fra rigets omstridte randprovinser. På Mallorca mistede de befæstede talayotlandsbyer deres betydning, og de nye grundlæggelser, heriblandt også Sinium (sandsynligvis = Sinéu) og Cunium nær ved Manacor, blev anlagt efter romersk mønster med den nye civilisations bekvemmeligheder så som vandforsyning og kloakering, badeanstalter, teatre, indkøbsgader og offentlige pladser. Pollentia var, før Palma blev det, øens mest betydningsfulde by. Ruinerne af den tidligere hovedstad ved Alcudia er i dag frilagt og kan ses af publikum. I det bestandigt ombyggede Palma findes derimod næsten ingen romerske spor bevaret. Hovederhvervene i den romerske periode var landbrug, handel og håndværk, der producerede de vigtigste handelsvarer: hvede, vin og olivenolie.
Efter rigets deling i 395 tilhørte Mallorca og Balearerne i det hele taget det Vestromerske rige, som langsomt forfaldt under presset fra germanerne i folkevandringstiden. Allerede i 426 plyndrede og ødelagde vandalerne under deres konge, Gunderik det mallorkinske Pollentia. I 411 havde vandalerne havde sammen med de ikke-germanske alaner grundlagt et rige i Spanien – efter at de var blevet presset ud fra deres oprindelige hjemsteder ved Oder og Theiss af goterne, der selv flygtede foran hunnerne – og efter at de i mellemtiden havde vandret plyndrende gennem Gallien. I 429 satte en menneskemængde på ca. 80.000 vandaler og alaner over til Nordafrika, og i 439 erobrede de det vestromerske riges kornkammer, provinsen Africa med hovedstaden Karthago. I Karthagos havn fik vandalerne magten over den romerske flåde, som de brugte til at besætte og udplyndre Rom og til at erobre øerne i det vestlige Middelhav i 455. Derfor tilhørte Mallorca fra 465 vandalerriget, der nu blev ledet fra Karthago.
Vandalernes herredømme over Balearerne er kendetegnet ved flere tilfælde af katolikforfølgelser. Vandalerne var ganske vist også kristne, men de tilhørte den arianske trosretning. Dette skabte modsætning til den katolske gren af kristendommen, der var blevet udbredt til Balearerne i den vestromerske periode. I 484 under kong Hunerik blev der endda udstedt et dekret, der krævede, at alle katolikker skulle konvertere til arianismen. Forfølgelserne sluttede først, da vandalerriget i Nordafrika blev ødelagt af det Byzantinske rige i året 534. På den måde kom Mallorca under byzantinsk overhøjhed i de næste 200 år. Vandalerne har ikke efterladt sig kulturelle spor på Mallorca, og der foregik ikke nogen blanding af de germanske herskere med den oprindelige befolkning. Kultur- og trosforholdene var sikkert for forskellige, og de bosiddende vandaler på Mallorca var for få.

### Middelalderen
Mallorca hørte først til den østromerske/byzantinske provins Sardinien, og derpå til Mauretanien II, sådan at øen kom til at ligge i et vestligt randområde indenfor riget, og det medførte en vis uafhængighed og selvstændighed for øen. Den blev mere markant, efterhånden som Byzans blev mere og mere græsk og truet af ydre fjender. Indførelsen af græsk administrationssprog under kejser Herakleios (610-641) fik ingen sproglig betydning for Balearerne. Øboerne kunne frit udfolde deres katolske tro, og i det 7. århundrede blev Mallorca og de øvrige øer et tilflugtssted for kristne, der var blevet fordrevet af araberne under deres ekspansion og den dermed forbundne udbredelse af Islam.
Først i året 707 nåede arabiske erobrere til Mallorca, men de kunne ikke sætte sig fast dér. Efter at have opnået en vidtgående uafhængighed af Byzans fra midten af det 8. århundrede, påtog Frankerriget sig i perioden 754-798 en art beskyttelsesherredømme over de Baleariske øer. I 799 forsvarede frankiske tropper øerne mod arabiske overfald, og i 813 beskyttede Karl den Stores barnebarn, hirdmanden, kong Bernhard af Italien, Balearerne mod et nyt røvertogt fra de muslimske arabere, og i den forbindelse befriede han 500 kristne gidsler. Derpå bestod der en ikkeangrebspagt mellem muslimerne og Balearernes beboere, men den overholdt de sidstnævnte ikke. Efter angreb på muslimske skibe, hvorved mallorkinerne skaffede sig et rigt bytte, sendte emiren af Córdoba, Abd ar-Rahman II, i 848 en straffeekspedition mod Balearerne. Efter at øboerne havde lidt svære tab, var de parat til at overholde ikkeangrebspagten og betale emiren den krævede tribut, når blot de kunne bevare dered uafhængighed.
I 859 blev Balearerne nået og udplyndret af en vikingeflåde, som gennemførte røveriske togter langs den iberiske kyster langs Atlanten og Middelhavet. De kom fra Murcia og landede i rækkefølge på Ibiza, Formentera, Mallorca og Menorca. I modsætning til de togter, som normannerne gennemførte ind i Middelhavet, havde vikingerne i til hensigt at erobre vedvarende besiddelser.
Efter mere end 50 års våbenstilstand blev de Baleariske øer så alligevel indlemmet i det muslimske magtområde. General El Jaulani erobrede i 902 de strategisk vigtige øer for emiratet Córdoba og blev den første islamiske statholder over Mallorca med residens i Palma, der fra nu af hed Medina Mayurca. Maurerne og araberne herskede fra det 10. til det 13. århundrede, da Mallorca atter blev erobret af de kristne. Fra maurertiden er bevaret kunsten at lave de tørmure (parets seques), der skal til for at lave terrasser, og fra samme tid stammer kunstvandingsanlæg og brønde, som blev brugt i landbruget. Endnu i dag er der bevaret stednavne, som røber en arabisk eller maurisk oprindelse.
I året 1229 trængte Jakob 1. af Aragonien og Katalonien ind i Medina Mayurka og besejrede den mauriske militærmagt, som enten måtte flygte eller indordne sig under de nye herrer. Jakob grundlagde Kongeriget Mallorca og kort tid efter indledtes bygningen af den domkirke, som på kongens udtrykkelige vilje var indviet til Jomfru Maria. Hans søn, Jakob 2., der også var konge af Mallorca, lod opføre paladser og residenser på mange steder. Jakob 3., kongens nevø, omkom i 1349 under slaget ved Lluchmayor, og kongerigets uafhængighed gik tabt.

### Nyere tid
Under de følgende konger var Mallorca en selvstændig del af Aragonien og senere af Spanien, indtil øen mistede sin selvstændighed i begyndelsen af det 18. århundrede.
Først med genindførelsen af demokrati i Spanien har Balearerne fra 1983, hvor selvstyretraktaterne blev underetgnet, igen været et selvstyrende område. Øerne fik sin egen regering, og hver ø sit eget, administrative råd.
Mens det var mallorkinerne forbudt at udtrykke sig på deres eget sprog under Franco, så blev mallorkinsk fra nu af til et officielt sprog.

### Tidslinje
- ca. 3500 f.Kr.: Fra denne tid stammer de første forhistoriske levn.
- ca. 1500 f.Kr.: Talayot-Kulturen, den baleariske variant af bronze- og jernalderen begynder. Talaiot-Kulturen står i handelsforbindelse med fønikerne og grækerne.
- 123 f.Kr.: romersk invasion. Caecillius Metellus Balearicus grundlægger byerne Pollentia (i dag: Alcudia) og Palma (af latin: palma (= ”sejrspalme”).
- 465 e.Kr.: Vandalerne erobrer Balearerne.
- 534 e.Kr.: Østromerske tropper erobrer Mallorca.
- 902: Mallorca bliver erobret af Maurerne.
- 1229: Under Reconquistaen bliver Mallorca erobret af aragoniske tropper under Jakob 1.
- 1276: Jakob 2. udråber Kongeriget Mallorca.
- 1349: Peter 4. af Aragonien fordriver Jakob 3. og derefter bliver Mallorca en aragonisk besiddelse. Indtil selvstyret af 1983 bliver øen regeret fra fastlandet.
- 19. århundrede: Begyndelsen på turismen. Især Frédéric Chopins og George Sands ophold på øen får betydning.
- 1936: Under den spanske borgerkrig kommer Mallorca i Falangens magtområde.
- 1960'erne: Masseturismen indledes.
- 1978: Spanien bliver et parlamentarisk monarki.
- 1983: Balearerne bliver en selvstyrende region i Spanien.
- 2009: Ved en bombesprængning den 30. juli foran politikasernen i Palmanova i kommunen Calviá bliver to civilgardister dræbt og mange menensker såret. Næsten halvanden uge senere påtager den baskiske bevægelse, ETA sig ansvaret. Fire bomber blev bragt til sprængning den 9. august forskellige steder i Palma. Der var blevet advaret om disse anslag, og ingen blev såret ved dem.

### Forhistoriske bosættelser
- Capocorb Vell (Kommune: Lluchmayor)
- Necròpoli de Son Real (øst for Can Picafort, Kommune: Santa Margarita)
- Novetiforme Alemany (Magaluf, Kommune: Calviá)
- Poblat Talaiòtic de S’Illot (den talaiotiske landsby S’Illot, Kommune: San Lorenzo del Cardezar)
- Poblat Talaiòtic de Son Fornés (Kommune: Montuiri)
- Sa Canova de Morell (den talaiotiske boplads Sa Canova, Kommune: Artá)
- Ses Païsses (Kommune: Artá)
- Ses Talaies de Can Jordi (Kommune: Santañí)
- Poblat prehistòric de s’Hospitalet Vell (den forhistoriske landsby S’Hospitalet Vell, Kommune: Manacor)

## Administration
Mallorca tilhører det selvstyrende område de Baleariske øer og bliver styret fra hovedstadent Palma af Govern de les Illes Balears. Øen Mallorca opstiller ved side af Menorca og Ibiza et af de tre øråd (Consell Insular). De seks landskabszoner på Mallorca danner, med undtagelse af Palmas byområde, ikke selvstændige administrationsenheder. Deres grænser følger dog kommunegrænserne, sådan at flere kommuner danner en lanskabszone. Politisk er øen opdelt i 53 kommuner.

### Kommuner
Alaró • Alcudia • Algaida • Andrach • Ariañy • Artá • Bañalbufar • Binisalem • Búger • Buñola • Calviá • Campanet • Campos • Capdepera • Consell • Costich • Deyá • Escorca • Esporlas • Estellenchs • Felanich • Fornaluch • Inca • Lloret de Vista Alegre • Lloseta • Llubí • Lluchmayor • Manacor • Mancor del Valle • María de la Salud • Marrachí • Montuiri • Muro • Palma de Mallorca • Petra • Pollensa • Porreras • Puigpuñent • Santa Eugenia • Santa Margarita • Santa María del Camino • Santañí • San Juan • San Lorenzo del Cardezar • La Puebla • Selva • Sancellas • Las Salinas • Sinéu • Sóller • Son Servera • Valldemosa • Villafranca de Bonany

### Andre steder
S’Arenal • Cala Bona • Cala d'Or • Cala Figuera • Cala Llombards • Cala Millor • Cala Rajada • Cala Santañí • Calas de Mallorca • Can Picafort • Costa de Canyamel • Colònia de Sant Jordi • Colònia de Sant Pere • Es Llombards • Magaluf • Orient • Palmanova • Peguera • Port de Pollensa • Puerto de Sóller • Portocolom • Porto Cristo • Portopetro • Randa • Sa Calobra • Sa Coma • Santa Ponça • Sant Elm • Sa Ràpita • Son Carrió • Son Macià • Son Serra de Marina

## Infrastruktur

### Havne
Mallorca har 43 havneanlæg med 14.280 fortøjningspladser.
- Cala d'Or (lystbådehavn)
- Cala Figuera (fiskerihavn, lystbådehavn)
- Cala Major (sportshavn)
- Can Picafort (lystbådehavn)
- Cala Rajada (fiskerihavn)
- Colònia de Sant Jordi (lystbådehavn, fiskerihavn)
- Colònia de Sant Pere (fiskerihavn)
- Palma (trafikhavn, lystbådehavn, fiskerihavn)
- Portals Nous / Puerto Portals (lystbådehavn)
- Puerto de Alcudia (lystbådehavn, fiskerihavn)
- Puerto de Andrach (lystbådehavn, fiskerihavn)
- Puerto de Pollensa (lystbådehavn, fiskerihavn)
- Puerto de Sóller (lystbådehavn, fiskerihavn)
- Portocolom (fiskerihavn)
- Porto Cristo (fiskerihavn)
- Portopetro (lystbådehavn, fiskerihavn)
- S’Arenal (lystbådehavn)

## Økonomi
Mallorcinerne har nogle af Spaniens højeste indkomster. Den vigtigste indkomstkilde er tjenesteydelsesområdet turisme, som leverer 75 % af indtægterne, fulgt af byggesektoren med ca. 10 %. Næsten tre fjerdedele af øen bruges til landbrug. Landbruget bruget 11 % af øens arbejdskraft, men bidrager kun med 2,5 % til bruttonationalprodukt.
Desuden er minedrift (først og fremmest marmorbrud), letindustri (lædervarer, keramik, kunstperler, glas) og fiskeri betydningsfulde næringsveje.

### Turisme
Turismen er rygraden i såvel den baleariske som den mallorkinske økonomi. I 1960 besøgte ca. 360.000 gæster øen, i 1970 var det allerede steget til mere end 2 millioner. I året 2007 kom ca. 9,91 millioner turister til Mallorca, og af dem var ca. 35,8 % (3,548 millioner) tyskere, 23,2 % (eller 2,3 millioner) briter og 21,6 % (2,14 millioner) spaniere. Dermed ligger ønen tydeligt foran den andenvigtigste turistregion i Spanien: Katalonien.
Lufthavnen i Palma ekspederede i 2007 ca. 23 millioner gæster, og af dem var de 9,9 millioner turister, som ville besøge selve øen. Derfor ankom 98 % af Mallorca-turisterne til øen med fly, kun 203.000 kom med skib. I alt er der 287.438 sengepladser i 1.603 hoteller til rådighed for gæsterne. (de sorte tal over ikke-tilmeldte sengepladser anslås til ca. 80.000).
En fordobling af de spanske lufthavnsafgifter og en mislykket aftale med myndighederne på De Canariske Øer om fordelagtige vilkår gjorde at det engelske lavprisflyselskab Ryanair annoncerede lukning af 21 afgange fra lufthavnen i Palma. Lukningen har virkning fra november 2012. Flyselskabet Easyjet har tidligere annonceret, at de også planlægger at lukke flere af deres baser i området.
Flertallet af turister stammer fra Tyskland og Storbritannien. Stedet s'Arenal er ligefrem blev symbolsk for den tyske masseturisme, som dog lader store dele af øen uberørt. Tilsvarende betydning har Magaluf fået for den britiske turisme. Der findes dog også et ikke ringe antal individuelle turister, som f.eks. vandrer eller cykler i Serra de Tramuntana, og ca. 35.000 udenlandske fastboende, som har slået sig ned på mallorca, og som også delvist integrerer sig i stedets samfund.

## Kultur
Længe før badeturismen interesserede de besøgende sig for de talrige mindesmærker, betydningsfulde bygninger, museer, kunstgalerier og Mallorcas litteratur. Dog ikke blot monumenterne og seværdighederne i Palma – domkirken, slottet Bellver, det kongelige palads, Lonja, Grand Hotel, Museo de Mallorca, patricierhuse som Can Vivot, Can Oleza, Casal Solleric og de ca. 20 galerier for moderne kunst – , men også forsvarstårnene, kirkerne, rådhusene og museerne i de 52 andre byer på Mallorca er med til at opbygge øens arkitektoniske og kunstneriske rigdom.
De årligt tilbageendende operaopførelser, abonnementskoncerterne i byen Palmas symfoniorkester eller programmet Un invierno en Mallorca beriger det kulturelle liv i vintermånederne, og om sommeren er der festivaler for klassisk musik i det fri og koncerter for moderne musik, jazz samt ballet- og teateropførelser.
Offentlige fonde bidrager med deres del til, at det bliver muligt at møde kunsten og glæde sig over den. Pilar og Joan Mirós fond, la Caixa, Sa Nostra og March udvider tilbuddet af udstillinger, som regelmæssigt kan ses i de statslige udstillingscentre Sa Llotja, Casal Solleric, Ses Voltes, Bellas Artes og Casa de Cultura.
De litterære og pædagogiske seminarer, som gennemføres af Balearernes Universitet sammen med private institutioner, finder sted i komfortable og teknisk veludrustede mødelokaler både inde i hovedstaden eller udenfor den.

### Museer
- Regionalmuseum von Artá
- Es Baluard
- Els Calderers
- Museu Ca’n Prunera
- Historisches Museum von Manacor
- Museu Etnològic Muro
- Fortalesa de Sant Carles
- Son Marroig
- Kartause von Valldemosa

### Klostre og eneboersteder
- Kartause von Valldemosa
- Ermita de Betlem (Artá)
- Ermita de Bonany (Petra i 317 m højde)
- Ermita de la Trinitat (Valldemosa i 540 m højde)
- Ermita de la Victòria (bei Alcudia i 400 m højde)
- Ermita de Santa Magdalena (Inca i 304 m højde)
- Ermita de Sant Miquel (Montuiri i 246 m højde)
- La Trapa (bei Sant Elm)
- Santuari de Cura (Puig de Randa, Algaida i 540 m højde)
- Santuari de Lluc (Escorca/Lluc in 550 m højde)
- Santuari de Montision (Porreras i 263 m højde)
- Santuario de San Salvador (Felanich i 510 m højde)
- Santuari des Puig de Maria (Pollensa i 333 m højde)

### Seværdigheder
Mallorca er berømt for sine mandelblomster, som tiltrækker en stor mængde turister hvert år.
- Botanicactus – Botanisk have for kaktusplanter i nærheden af Las Salinas
- Cabrera – Nationalpark på øen Cabrera
- Cap Formentor – Mallorcas nordligste punkt
- Castell de Bellver – Fæstningsanlæg i Palma
- Castell d’Alaró – Borgruin i 825 m højde på Puig d’Alaró ved Alaró
- Castell del Rei – Tårn i 476 m højde ved Pollensa
- Castell de Capdepera – Fæstningen Capdepera
- Castell de Santueri – Tårn i 320 m højde ved Felanich
- Castell de sa Punta de n’Amer – Forsvarstårn mellem Cala Millor og Sa Coma
- Cuevas de Artá – Hulesystem i nærheden af Artá ved Cañamel
- Coves de Campanet – Hule mod nordvest mellem Inca og Alcudia
- Coves del Drac – Drypstenshule med en stor, underjordisk sø ved Porto Cristo
- Coves dels Hams – Drypstenshule ved Porto Cristo
- Coves de Gènova – Hule nær Palma
- Es Baluard – Museum for moderne og samtidig kunst i Palma
- Ferrocarril de Sóller – En historisk jernbane fra Palma til Sóller
- La Granja – Vingods og museum for mallorkinsk livsstil
- La Seu – Palmas domkirke
- Planetarium Mallorca i Costich
- Santuari de Lluc – Kloster ved Escorca i det nordvestelige
- Ses Païsses – Talaiot-boplads ved Artá
- Son Marroig – Slot fra det 16. århundrede mellem Deyá og Valldemosa
- Torrent de Pareis – Bjergbæk, der løber gennem en slugt på nordvestkysten ved Sa Calobra, dvs. nord for Sóller

### Medier

#### Aviser
- Última Hora (spansk/castiliansk) – grundlagt 1893, forlagsgruppen Grup Serra / Grupo Serra
- Diario de Mallorca (spansk/castiliansk) – forlagsgruppen Editorial Prensa Ibérica
- Diari de Balears (catalansk) – grundlagt 1923, forlagsgruppen Grup Serra / Grupo Serra
- El Mundo Ausgabe: Baleares (castiliansk/catalansk), forlagsgruppen RCS MediaGroup.
- Majorca Daily Bulletin (engelsk) – grundlagt 1962, forlagsgruppen Grup Serra / Grupo Serra
- Mallorca Zeitung (tysk) – forlagsgruppen Editorial Prensa Ibérica
- Mallorca Magazin (tysk) – grundlagt 1971, forlagsgruppen Grup Serra / Grupo Serra
- EL AVISO (tysk) – grundlagt 1998, gratis annonceblad fra EL AVISO de Mallorca S.L.
- Associació de la Premsa Forana de Mallorca (catalansk), grundlagt 1978, forlagsgruppe med 46 regionale tidsskrifter.

#### Radio
- Cadena Dial (103,9 MHz)
- Cope (99,2 MHz)
- Europa FM (102,6 MHz)
- Flaix FM (100,6 MHz)
- IB3-Radio (Alcudia/Andrach/Sóller 89,2 MHz, Calviá 92,7 MHz, Capdepera 96,4 MHz, Palma 106,8 MHz, Pollensa 89,7 MHz)
- Inselradio (95,8 MHz, tysksproget)
- Kiss (Palma 89,5 MHz)
- Los 40 Principales (94,1 MHz)
- M80 (Palma 102,3 MHz)
- Máxima FM (Palma 106.1 MHz)
- Muro Radio (Muro 107,1 MHz)
- Onda Melodía (95,1 MHz)
- Radio Artá (Artá 107,9 MHz)
- Radio Balear (Alcudia 101,9 MHz, Inca 101,4 MHz, Palma 99,9 MHz)
- Radio Calviá (Calviá 107,4 MHz)
- Radio Clásica (Palma 87,9 MHz, Pollensa 95,4 MHz)
- Radio Diario (103,9 MHz)
- Radio 3 (92,3 MHz)
- Radio 3, Alfabia (Pollensa 97,4 MHz)
- Radio 5 Todo Noticias (Palma 104,5 MHz, Pollensa 99,7 MHz)
- Radio GlobalFM Mallorca (90,4 MHz)
- Radio Mallorca – Cadena Ser (103,2 MHz)
- Ràdio Murta (Montuiri 88,4 oder 91,8 MHz)
- Radio Nacional de España (90,1 MHz, Palma 93,2 MHz)
- Radio Última Hora Punto Radio (98,8 MHz, im Norden der Insel 100,2 MHz)

#### TV
- IB 3
- T.V.E. Balear
- M-7
- Canal 4
- TV 3